# کوکوسیاه خاوری
کوکوسیاه خاوری یا جارزن خاوری (نام علمی: Eudynamys orientalis) نام یک گونه از سرده کوکوسیاه‌ها است.